# Рудольф (кронпринц Австрии)
Кронпринц Рудольф Франц Карл Иосиф (нем. Kronprinz Rudolf von Österreich-Ungarn; 21 августа 1858, замок Лаксенбург близ Вены, Австрийская империя — 30 января 1889, охотничий замок Майерлинг, эрцгерцогство Нижняя Австрия, Австро-Венгрия) — единственный сын императора Австрии Франца Иосифа I и его супруги Елизаветы Баварской, с рождения наследник престола Австрийской империи, впоследствии Австро-Венгрии.
Получил имя Рудольф в честь прародителя династии Габсбургов, германского короля Рудольфа I. С молодости отличался независимостью и либеральными взглядами, хотел поступить в университет, печатал в венских газетах политические обозрения под псевдонимом Юлиус Феликс.

## Биография
Юный кронпринц считался слабым и по желанию отца должен был получить жёсткое военное воспитание, чтобы стать хорошим солдатом, страстным охотником и добрым католиком. В воспитатели Рудольфу был назначен генерал-майор граф Леопольд Гонрекур, который муштровал ребёнка в дождь и холод, будил его выстрелами из пистолета и неожиданно бросал маленького принца в одиночестве в лесу Лайнцского Тиргартена. Конец таким методам воспитания положило вмешательство матери, которая назначила в воспитатели Рудольфу графа Иосифа Латура фон Турмбурга, чтобы развивать в наследнике способности к естественным наукам. Таким образом при дворе появился немецкий зоолог Альфред Брем, ставший учителем Рудольфа. Рудольф всегда отличался любознательностью, прилежностью в учёбе и сообразительностью.
В юности Рудольф предпринял многочисленные поездки по Европе, а затем и на другие континенты и написал о своих путешествиях многочисленные заметки. Рудольф был признанным специалистом в орнитологии. Рудольф часто конфликтовал с отцом из-за своих симпатий к немецким либералам и Венгрии. По окончании учёбы Рудольф поселился в 1878 году в Праге, где поступил на службу в 36-й пехотный полк, и где у него случился бурный роман с местной еврейкой.
Под давлением отца 10 мая 1881 года в Вене Рудольф женился на принцессе Стефании, дочери короля Бельгии Леопольда II, которая приходилась ему двоюродной тёткой, поскольку её мать Мария Генриетта происходила из побочной линии Габсбургов. Супруги некоторое время прожили в Праге. После рождения дочери Елизаветы Марии они вернулись в Вену. Хотя их брак поначалу был счастливым, после рождения дочери пара отдалилась друг от друга. Рудольф находил утешение в выпивке и компании других женщин. У него появилось много романов, в результате чего он хотел написать папе Льву XIII о возможности расторжения его брака со Стефанией, но император запретил ему это сделать.
В 1883 году Рудольф приступил к изданию энциклопедического справочника «Die österreichisch-ungarische Monarchie in Wort und Bild» («Австро-Венгерская империя в описаниях и иллюстрациях»). Он успел выпустить 24 тома.
В 1886 году Рудольф серьезно заболел, и пару направили на остров Лакрома (современная Хорватия) для лечения. В пути Стефани также серьезно заболела и описала, что «испытывает ужасную боль». По распоряжению императора диагноз перитонита у пары был засекречен. В реальности у супругов была диагностирована гонорея, в результате которой Стефания стала бесплодной.
В 1887 году Рудольф приобрёл охотничий замок Майерлинг, где ему суждено было погибнуть. Однажды Рудольф предложил своей постоянной любовнице Мицци Каспар совершить вместе с ним самоубийство, но она отказалась и проинформировала о планах Рудольфа полицию. Полиция не обратила на это сообщение никакого внимания.

## Трагедия в Майерлинге
30 января 1889 года в имении Майерлинг были найдены трупы кронпринца Рудольфа и его юной возлюбленной — баронессы Марии фон Вечеры, против отношений которой с сыном выступал Франц Иосиф. Свою последнюю ночь перед Майерлингом кронпринц провёл у Мицци Каспар.
Обстоятельства трагедии остаются загадкой до настоящего времени; наиболее распространена версия, согласно которой Рудольф застрелился, а Мария либо также покончила с собой, либо её убил принц. Существует также ряд теорий заговора: например, что кронпринц был убит в политических целях революционерами, сторонником которых он и являлся, а смерть Марии сделала инсценировку самоубийства более реалистичной. Правительство скрыло обстоятельства гибели кронпринца (приписав её несчастному случаю), однако подробности достаточно быстро распространились по Европе.
У Рудольфа не было сыновей или братьев, поэтому наследником Франца Иосифа стал младший брат императора эрцгерцог Карл Людвиг, а после его смерти в 1896 году — сын Карла и кузен Рудольфа Франц Фердинанд. Ему также не суждено было пережить дядю; после убийства в Сараеве (1914) наследником умершего в 1916 году Франца Иосифа стал племянник Франца Фердинанда, император Карл I — сын Отто Франца, младшего брата Франца Фердинанда.

## Память
- В честь кронпринца назван арктический остров Рудольфа, входящий в состав Земли Франца-Иосифа (принадлежит России).
- Именем Рудольфа в своё время было также названо озеро на востоке Африки — ныне озеро Туркана.
- В 14-летнем возрасте Рудольф был назначен Шефом 34-го пехотного Севского полка (Русская императорская армия), который до 1889 года именовался 34-м пехотным Севским Его Императорского и Королевского Высочества Наследного Принца Австрийского полком.
- Именем Рудольфа названа крупнейшая частная клиника Вены — Рудольфинерхаус (расположена на Билльрот-штрассе). Основана великим австрийским хирургом Теодором Билльротом в 1882 году. В одной из ниш на первом этаже можно увидеть бюст кронпринца в возрасте десяти лет.
- В 1887 году спущен на воду броненосец Кронпринц Эрцгерцог Рудольф, названный в честь кронпринца.

## Художественный образ
В кино
- «Майерлинг» (1936) режиссёр — Анатоль Литвак, в роли кронпринца Рудольфа — Шарль Буайе.
- «Тайна Майерлинга» (1949) режиссёр — Жан Деланнуа с Жаном Маре в главной роли.
- «Майерлинг» (эпизод телесериала «Продюсерская витрина», 1957) режиссёр — Анатоль Литвак, в роли кронпринца Рудольфа — Мел Феррер.
- «Майерлинг» (1968) Теренса Янга, в главной роли — Омар Шариф.
- «Частные пороки, общественные добродетели» (1976) Миклоша Янчо, в главной роли — Лайош Балажовиц.
- «Сисси — мятежная императрица» (2003) Жан-Даниэль Верега с Маликом Зиди в роли кронпринца Рудольфа.
- «Кронпринц Рудольф[нем.]» (2006) Роберта Дорнхельма с Максом фон Туном в главной роли.
- Отдельные обстоятельства жизни Рудольфа были обыграны в голливудском кинофильме 2006 года «Иллюзионист» с Эдвардом Нортоном в главной роли, где кронпринц назван Леопольдом (роль исполнил Руфус Сьюэл).
- «Фрейд»(2020) сериал, Австрия-Германия. Режиссер Марвин Крен.  В роли Рудольфа Штефан Конарске[нем.]

В литературе
Трагедия в Майерлинге была положена в основу ряда художественных произведений, как, например, исторический роман Клода Ане, 1930.
В народе долго ходили слухи, что Рудольф жив и основал где-то в Бразилии «мужицкое царство». Об этом писал, в частности, Иван Франко, жалевший своих земляков, отправившихся за океан «басне о царстве Рудольфа поверя» (из цикла «В Бразилию», перевод Бориса Турганова). Считалось также, что Рудольф должен вернуться, занять трон, навести справедливость. Эти слухи нашли отражение в романе хорватского писателя Августа Цесарца «Императорское королевство».
Венгерский писатель Иштван Барт изложил краткое жизнеописание Рудольфа и различные версии причины его гибели в романе-эссе «Незадачливая судьба кронпринца Рудольфа».
На сцене
- Версия о том, что Рудольф и Мария Вечора остались живы, положена в основу оперетты Имре Кальмана «Маринка», поставленной на Бродвее в США в 1945 г.
- Также тема трагедии в Майерлинге присутствовала в мюзикле «Элизабет», где самоубийство Рудольфа было обыграно как поцелуй Смерти.
- Трагедии в Майерлинге также посвящён балет «Майерлинг» британского хореографа Кеннета Макмиллана. Спектакль поставил для Королевского балета Ковент Гарден на либретто писательницы и сценаристки Джиллиан Фримен, в качестве музыкальной основы использованы произведения Ференца Листа. Премьера балета состоялась в День святого Валентина, 14 февраля 1978 года[6][7].
- Мюзикл «Рудольф», поставленный Фрэнком Уайлдхорном и впервые показанный 26 мая 2006 года в Будапештском театре оперетты.